# Белгорайский уезд
Белгорайский уезд — административная единица в составе Люблинской губернии Российской империи, существовавшая c 1837 года по 1919 год. Административный центр — город Белгорай.

## История
Уезд образован в 1837 году в составе Люблинской губернии Российской империи. В 1912 году уезд передан в состав вновь образованной Холмской губернии. В 1919 году преобразован в Билгорайский повят Люблинского воеводства Польши.

## Население
По переписи 1897 года население уезда составляло 96 332 человек, в том числе в городе Белгорай — 5846 жит.

### Национальный состав
Национальный состав по переписи 1897 года:
- поляки — 60 363 чел. (62,7 %),
- украинцы (малороссы) — 20 071 чел. (20,8 %),
- евреи — 8974 чел. (9,3 %),
- русские — 6610 чел. (6,9 %),

## Административное деление
В 1913 году в состав уезда входило 14 гмин: 
| - Александров — пос. Юзефов, - Бабище — д. Замх, - Бища — с. Бища, - Воля-Рожанецкая — д. Воля-Рожанецкая, - Горный Поток — с. Горный Поток, - Гута-Крешовская — с. Гута-Крешовская, - Княжполь — с. Княжполь, | - Лукова — сл. Лукова, - Майдан-Сапотский — с. Майдан-Сапотский, - Пуща-Сольская — с. Пуща-Сольская, - Соль — с. Соль, - Тарногрод — пос. Тарногрод, - Коцудза — с. Коцудза-Дольная, - Крешов — пос. Крешов. |